# Cho thuê xuyên biên giới
Cho thuê xuyên biên giới là một thỏa thuận cho thuê nơi mà bên cho thuê và bên thuê được đặt tại các quốc gia khác nhau. Điều này trình bày các vấn đề bổ sung quan trọng liên quan đến tránh thuế và nơi trú ẩn thuế.
Cho thuê xuyên biên giới đã được sử dụng rộng rãi ở một số nước châu Âu, để hưởng chênh lệch giá từ sự khác biệt trong luật thuế của các khu vực tài phán khác nhau, thường là giữa một quốc gia châu Âu và Hoa Kỳ. Thông thường, điều này dựa trên thực tế là, vì mục đích thuế, một số khu vực tài phán giao quyền sở hữu và trợ cấp khấu hao cho người tham gia cho thực thể có quyền sở hữu hợp pháp đối với một tài sản, trong khi những người khác (như Hoa Kỳ) giao nó cho thực thể có nhiều chỉ tiêu nhất quyền sở hữu thuế (quyền sở hữu hợp pháp chỉ là một trong một số yếu tố được tính đến). Trong những trường hợp này, với thời gian thuê đủ dài (thường là 99 năm), một tài sản có thể kết thúc với hai chủ sở hữu hiệu quả, một trong mỗi khu vực tài phán; điều này thường được gọi là một hợp đồng hai lần.
Thông thường chủ sở hữu ban đầu của một tài sản không phải chịu thuế trong bất kỳ khu vực tài phán nào, và do đó không thể yêu cầu khấu hao. Giao dịch thường liên quan đến việc một thành phố bán một tài sản (như hệ thống thoát nước hoặc nhà máy điện) cho một nhà đầu tư (người có thể yêu cầu khấu hao) và cho thuê lại lâu dài (thường được gọi là cho thuê lại). Tuy nhiên, kể từ năm 2004, việc cho thuê xuyên biên giới đã được loại bỏ một cách hiệu quả bằng việc thông qua Đạo luật Tạo việc làm của Mỹ năm 2004, khiến cho phần lớn các hợp đồng thuê xuyên biên giới không có lợi.

## Lịch sử
Kỹ thuật cho thuê đã được sử dụng cho mục đích tài chính trong nhiều thập kỷ tại Hoa Kỳ. Việc thực hành được phát triển như một phương pháp tài trợ cho máy bay. Một số hãng hàng không vào đầu những năm 1970 nổi tiếng là không có lãi và rất thâm dụng vốn. Các hãng hàng không này không cần khấu trừ khấu hao do máy bay của họ tạo ra và quan tâm nhiều hơn đến việc giảm chi phí hoạt động. Một ngân hàng rất nổi bật sẽ mua máy bay và cho họ thuê các hãng hàng không. Do ngân hàng có thể yêu cầu khấu trừ khấu hao cho máy bay, nên ngân hàng có thể đưa ra mức giá cho thuê thấp hơn đáng kể so với các khoản thanh toán lãi mà các hãng hàng không sẽ trả cho khoản vay mua máy bay (và hầu hết các máy bay thương mại bay ngày nay đều được vận hành theo hợp đồng thuê). Tại Hoa Kỳ, điều này lan rộng vào việc cho thuê tài sản của các thành phố và các tổ chức chính phủ Hoa Kỳ và cuối cùng phát triển thành cho thuê xuyên biên giới.
Một sự phát triển quan trọng của ngành cho thuê liên quan đến việc thế chấp các nghĩa vụ cho thuê trong các giao dịch cho thuê bán. Ví dụ, một thành phố sẽ bán một tài sản cho một ngân hàng. Ngân hàng sẽ yêu cầu thanh toán tiền thuê và cung cấp cho thành phố một tùy chọn để mua lại tài sản. Nghĩa vụ cho thuê đủ thấp (do khấu trừ khấu hao mà các ngân hàng hiện đang yêu cầu) rằng thành phố có thể trả cho các nghĩa vụ cho thuê và tài trợ cho việc mua lại tài sản bằng cách gửi hầu hết nhưng không phải tất cả tiền bán hàng trong tài khoản chịu lãi. Điều này dẫn đến việc thành phố đã tài trợ trước tất cả các nghĩa vụ cho thuê cũng như lựa chọn mua lại tài sản từ ngân hàng với số tiền ít hơn số tiền nhận được trong lần bán tài sản ban đầu, trong trường hợp thành phố sẽ còn lại tiền mặt sau khi đã tài trợ trước tất cả các nghĩa vụ cho thuê của nó.
Điều này đã cho sự xuất hiện của các thành phố tham gia vào các giao dịch cho thuê với các ngân hàng với một khoản phí. Vào cuối những năm 1990, nhiều giao dịch cho thuê là với các thành phố ở châu Âu, vào năm 1999, cho thuê qua biên giới ở Hoa Kỳ đã bị "làm lạnh" bởi việc đóng cửa hiệu quả của LILOs (cho thuê / cho thuê). (LILO phức tạp hơn đáng kể so với hợp đồng thuê điển hình trong đó một đô thị (ví dụ) sẽ thuê một tài sản cho ngân hàng và sau đó cho thuê lại từ ngân hàng trong một thời gian ngắn hơn; LILO dựa vào các quy tắc kế toán thuế phức tạp để mang lại hiệu quả đáng kể trả lại và hiện đang nằm trong danh sách các loại giao dịch mà cơ quan thuế Hoa Kỳ cho là lạm dụng.) Kể từ năm 2004, việc cho thuê xuyên biên giới đã được loại bỏ một cách hiệu quả bằng việc thông qua JOBS ACT năm 2004, điều này khiến cho phần lớn các hợp đồng thuê biên giới không có lợi cho các bên tham gia giao dịch cho thuê. 